# Joel Rodrigues Da Silva
Joel Rodrigues da Silva (Floriano, 9 de dezembro de 1969) é um político brasileiro, filiado ao Progressistas (PP). Foi vereador, deputado estadual e prefeito do município de Floriano (PI) por quatro mandatos. Em 2022, concorreu ao Senado Federal. Em 2025 e assumiu a presidência estadual do PP no Piauí.

## Início da carreira
Joel iniciou sua trajetória política como vereador em Floriano, sendo eleito pela primeira vez em 1992. Foi presidente da Câmara Municipal no biênio 2001–2002 e, em 2004, foi eleito prefeito da cidade.

## Prefeito de Floriano
Joel governou Floriano em quatro mandatos: 2005–2008, 2009–2012, 2017–2020 e 2021–2022. Durante suas gestões, desenvolveu obras de pavimentação, unidades de saúde, abastecimento de água e entregas habitacionais. Renunciou em abril de 2022 para se candidatar ao Senado Federal.

## Candidatura ao Senado e articulação política
Em 2022, foi candidato ao Senado Federal pelo Progressistas, obtendo mais de 892 mil votos, ficando em segundo lugar na disputa.

## Suplência e presidência do PP
Em junho de 2025, foi confirmado como o primeiro suplente do senador Ciro Nogueira para a eleição de 2026 e assumiu oficialmente a presidência estadual do Progressistas no Piauí.

## Homenagens
Em 2023, recebeu o Título de Cidadão Teresinense, concedido pela Câmara Municipal de Teresina, em reconhecimento por sua atuação política.